# Tumulus de Verlaine
Le tumulus de Verlaine, appelé aussi la tombe de Verlaine, est un tumulus situé à la Campagne de la Tombe dans la commune de Verlaine en province de Liège (Belgique). 
Il a été repris sur la liste du patrimoine exceptionnel de la Région wallonne du 7 juillet 1976 jusqu'en 2015.

## Localisation
Ce tumulus se situe à la sortie du village de Verlaine en direction de Seraing-le-Château. Il se dresse au carrefour de la Grand Route et de la Voie de la Tombe.

## Description
Il s'agit d'un tumulus planté d'arbres. Il a un diamètre d'une vingtaine de mètres et une hauteur de 3,40 m.
Le tumulus est repris sur la liste du patrimoine immobilier classé de Verlaine et sur la liste du patrimoine exceptionnel de la Région wallonne.

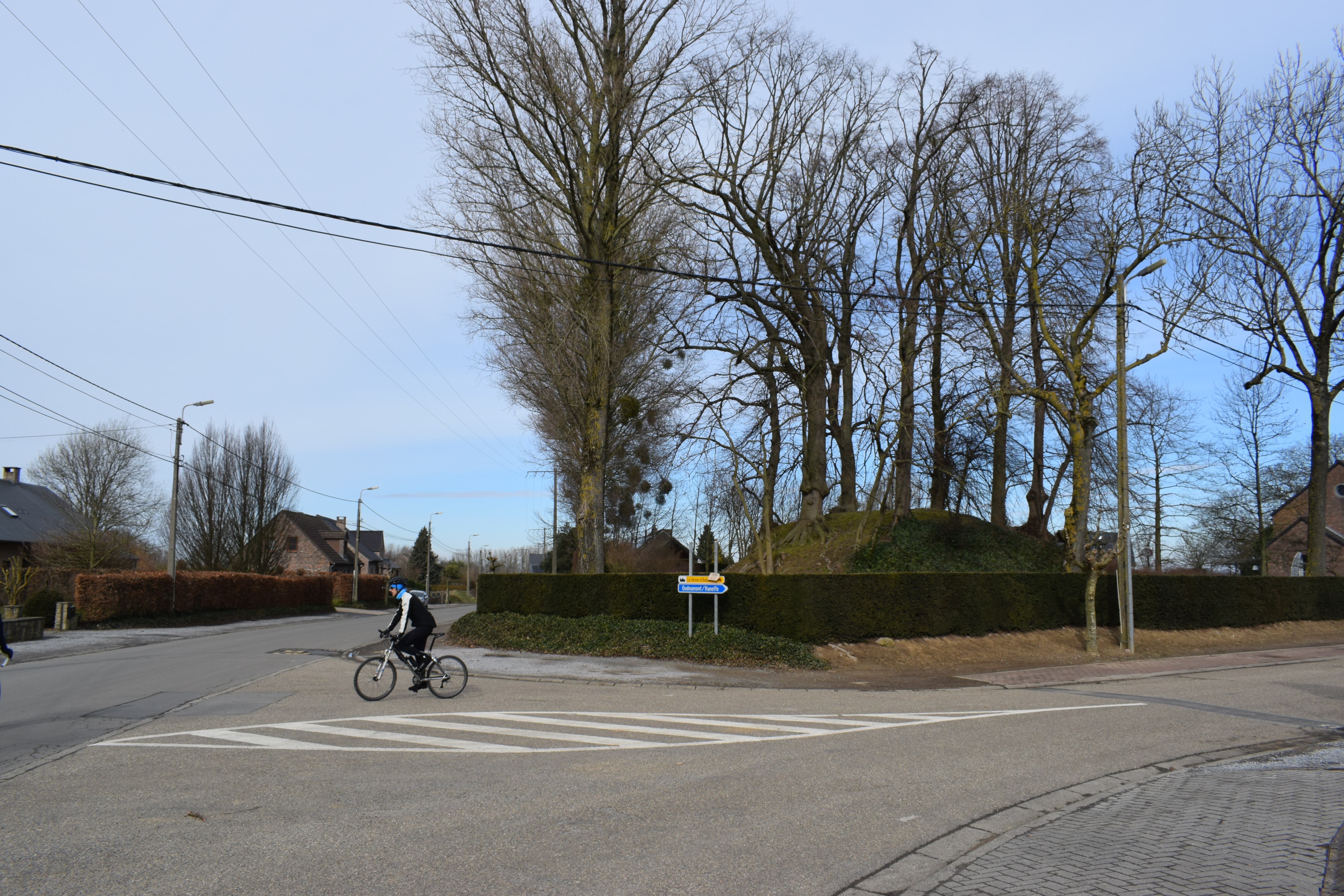